# Tempa
Tempa je vesnice v estonském kraji Hiiumaa, samosprávně patřící do obce Hiiumaa.